# Малайский медведь
Малайский медведь, или бируанг (лат. Helarctos malayanus) — вид млекопитающих из семейства медвежьих, являющийся единственным видом монотипического рода малайских медведей.

## Внешний вид
Малайский медведь — самый мелкий представитель семейства медведей (в 10 раз меньше белого и ненамного больше детёныша чёрного медведя): в длину он не превышает 1,5 м (плюс 3–7 см хвост), высота в холке всего 50–70 см; масса 27–65 кг. Самцы на 10–20 % крупнее самок. Это коренастое, сильное животное с короткой и широкой мордой. Уши короткие, округлые. Конечности высокие с несоразмерно большими лапами; когти очень крупные, изогнутые. Стопы голые. Клыки небольшие; коренные зубы некрупные, уплощённые. Характерной особенностью, связанной с питанием насекомыми, является длинный язык.
Мех у малайского медведя короткий, жёсткий и гладкий. Окрас чёрный, на морде переходит в чало-жёлтый. Иногда светло-бурыми бывают и конечности. На груди обычно имеется большое беловатое или рыжее пятно в виде подковы, напоминающее по форме и цвету восходящее солнце (отсюда научное название рода — Helarctos, «солнечный медведь»).

## Распространение
Малайский медведь распространён от северо-востока Индии (Ассам) и, возможно, южной части Китая (Сычуань) через Мьянму, Таиланд, полуострова Индокитай и Малакка до Индонезии (Суматра и Калимантан). На острове Калимантан живёт подвид Helarctos malayanus euryspilus.

### В неволе
Этот вид медведей содержат и разводят на фермах по экстракции медвежьей желчи.

## Образ жизни и питание
Малайский медведь обитает в тропических и субтропических лесах предгорий и гор Юго-Восточной Азии. Он хорошо приспособлен к лазанью по деревьям и, будучи ночным животным, часто целыми днями спит или принимает солнечные ванны в ветвях деревьев, где строит себе подобие гнезда. «Гнёзда» он делает из кучи веток и листьев. Самое подходящее дерево для «гнезда» — шорея, с крепкими удобными ветками и густыми листьями. Также на деревьях медведь кормится листьями и плодами, заламывая ветки так, как это делает гималайский медведь. В зимнюю спячку не впадает.
Малайский медведь всеяден. Питается он преимущественно насекомыми (пчёлами, термитами) и земляными червями, а также побегами, корневищами и плодами растений. Длинный тонкий язык помогает медведю добывать термитов из гнёзд и мёд. Кроме того, малайские медведи едят мелких грызунов, птиц и ящериц, а также падаль, остающуюся после трапез тигров. В густонаселённых районах может рыться в мусоре. Мощные челюсти позволяет ему раскусывать кокосовые орехи.
Несмотря на небольшой вес, является довольно опасным и агрессивным хищником. Другие зафиксированные естественные враги малайского медведя включают крокодилов и очень крупных сетчатых питонов.

## Размножение
Самка после 95 дней беременности приносит 1—2 детенышей. Беременность может быть с латентной стадией — в этом случае она затягивается на 174—240 дней. Новорожденные слепые и безволосые и весят всего 300 г. Медвежата остаются с матерью примерно до 3 лет.

Продолжительность жизни малайского медведя (в неволе) — около 23 лет. Самый старый известный малайский медведь  —  медведица Candy, жившая в зоопарке Miller Park Zoo, она умерла в 2017 году в возрасте 33 лет.

## Статус популяции
Малайские медведи являются одним из самых редких видов медведей. Этот вид занесён в международную Красную Книгу со статусом «находятся в уязвимом положении» (англ. Vulnerable, VU). Он также входит в Приложение 1 Конвенции о международной торговле видами дикой фауны и флоры, находящимися под угрозой исчезновения (CITES). Их точная численность неизвестна. Его нередко содержат в неволе и даже как домашнее животное. Сердце и желчный пузырь малайского медведя используются в традиционной азиатской медицине.